# 郭泰 (東漢)
郭泰（128年或130年—169年或171年），字林宗，太原郡介休县人（今山西省介休县），東漢末年名士。

## 生平
早年喪父，與母親相依為命，早年師從屈伯彦，“性明知人，好训士类”，提拔了左原、茅容、孟敏、庾乘、宋果、贾淑、史叔宾、黄允等六十餘人，“或在幼童，或在里肆，后皆成英彦”。李膺见郭泰，“大奇之，遂相友善，”由此名震京师。
郭林宗善於品題，一旦受到郭林宗批评，便会遭人冷落，陈元方遭父丧而哭至形體憔悴，其母不忍而加蓋錦被，被來訪弔唁的郭林宗見到。郭林宗就“锦被蒙上”說：“卿海内之俊才，四方是则，如何当丧，锦被蒙上？孔子曰：‘衣夫锦也，食夫稻也，于汝安乎？’吾不取也。”，自后宾客绝百所日”。因為郭林宗的評論，陳元方家中頓時門可羅雀，其品評對時人影響可見一斑。王沈《魏书》也载郭泰临陈寔之丧，但这些记载存疑，因郭泰比陳寔先去世。
建宁二年（169年）春，郭泰逝世，“二千里负笈荷担弥路，柴车苇装塞涂，盖有万数来赴”。蔡邕为他撰写碑文，范晔评价：“墨、孟之徒不能绝也”，《抱朴子·外篇·正郭篇》說他“周旋清談閭閻，無救於世道之陵遲”。

## 黨錮之禍
東漢時期，因為宦官集團敗壞朝政，太學生郭泰聯同賈彪、李膺等人與外戚一黨聯合，對宦官集團進行激烈的抨擊，後發展成黨錮之禍，數百名官吏和學生被當作「鈎黨」關入牢獄和處死刑。是為中國歷史其中一次由學生帶領，干涉政治的例子，也是第一次主要的黨爭。

## 生卒年爭議
郭泰卒年有以下說法：
- 范曄《后汉书·郭泰傳》，記為建寧二年春，沒有明確日子。
- 《蔡中郎集·郭有道碑》，記為建寧二年正月乙亥日卒。
- 謝承《后汉书》記為建寧二年正月。
- 《水經注·汾水》記為建寧四年正月丁亥(有版本記為乙亥)卒。
- 袁宏《后汉紀》，郭泰事跡仍見於建寧二年，故與建寧二年正月說稍違。
- 濟寧《郭有道碑拓本》，建寧二年二月乙亥日卒。

據《二十史朔閏表》推算，建寧二年正月並無乙亥或丁亥日，故蔡中郎集所載為誤。水經注中建寧四年正月乙亥、丁亥日均存在。拓本建寧二年二月乙亥日亦存。
綜合以上，郭泰卒年與史實相符之說法為建寧四年正月丁亥（乙亥）或建寧二年二月乙亥。而《蔡中郎集》及《水經注》亦有部分版本記為四十三歲，故其生卒年仍然成疑。

## 延伸阅读
[在维基数据编辑]
 《後漢書·卷68》，出自范晔《後漢書》
 《東觀漢記》